# Bánhorváti
Bánhorváti es un pueblo húngaro perteneciente al distrito de Kazincbarcika, condado de Borsod-Abaúj-Zemplén.

## Superficie
Cuenta con una superficie de 28,48 km².

## Demografía
Hasta 2024 la población era de 1250 habitantes, con una densidad de población de 43,89 hab/km².
| Gráfica de evolución demográfica de Bánhorváti entre 2020 y 2024 |
|                                                                  |
| Datos según la Oficina Central de Estadística de Hungría.        |